# Streptocephalus coomansi
Streptocephalus coomansi är en kräftdjursart som beskrevs av Brendonck och Denton Belk 1993. Streptocephalus coomansi ingår i släktet Streptocephalus och familjen Streptocephalidae. Inga underarter finns listade i Catalogue of Life.